# سيكرت (فرقة كورية جنوبية)
سيكرت (بالإنجليزية: Secret)‏ هي فرقة موسيقية كورية جنوبية تشكلت في عام 2009، بواسطة تي إس إنترتينمنت. جميع أعضائها من الإناث، ويبلغ عددهن أربع عضوات، وهن جون هايوسونغ، جونغ هانا، سونغ جيون، هان سونهوا.

## الأعضاء
- جون هايوسونغ
- جونغ هانا
- سونغ جيون
- هان سونهوا

## وصلات خارجية
- سيكرت على موقع ميوزك برينز (الإنجليزية)
- سيكرت على موقع ديسكوغز (الإنجليزية)
- الموقع الإلكتروني